# Shōwa-ku (Nagoya)
Shōwa (昭和区 Shōwa-ku?) es un barrio de la ciudad de Nagoya, en la prefectura de Aichi, Japón. En octubre de 2019 tenía una población estimada de 110.436 habitantes y una densidad de población de 10.095 personas por km². Su área total es de 10,94 km².

## Demografía
Según los datos del censo japonés, esta es la población de Shōwa en los últimos años.
| 1995    | 2000    | 2005    | 2010    | 2015    |
| ------- | ------- | ------- | ------- | ------- |
| 104.293 | 105.289 | 105.001 | 105.536 | 107.170 |